# Brad Whitford
Brad Whitford (nascut Bradley Ernest Whitford el 23 de febrer de 1952 a Winchester, Massachusetts) és guitarrista, juntament amb Joe Perry, de la banda de hard rock Aerosmith.
Brad va integrar-se a Aerosmith l'any 1972, substituint el guitarrista Ray Tabano. Des de llavors es va convertir en un guitarrista destacat i un dels pilars de l'agrupació, que es va destacar en els anys setanta amb produccions com ara Toys In The Attic i Draw The Line.
No obstant això, Aerosmith va tenir una època fosca a inicis dels vuitanta, marcada per les addiccions a les drogues; això va provocar la sortida de Joe i Brad.
En el temps en què Whitford va estar fora de la banda, va llançar un disc amb el guitarrista de Ted Nugent, Derek St. Holmes, amb el nom St.Holmes.